# Continuità statale dei Paesi baltici
La continuità statale dei Paesi baltici sta ad indicare la non soppressione delle tre repubbliche come entità legittime ai sensi del diritto internazionale mentre risultavano sotto il dominio sovietico e l'invasione tedesca dal 1940 al 1991. L'opinione prevalente accetta la tesi secondo cui si fosse di fronte a un'occupazione e le azioni dell'URSS risultassero contrarie alle normative sovranazionali, oltre che ai trattati bilaterali stipulati tra l'URSS e gli Stati baltici. In estrema sintesi, secondo questa teoria, Estonia, Lettonia e Lituania non nacquero ex novo nel 1991, ma semplicemente ripresero a operare in maniera autonoma.
Un simile punto di vista è stato riconosciuto dalla maggior parte delle potenze occidentali e si è riflettuto nelle attività intraprese dai governi che operavano in esilio o nelle ambasciate straniere (e dunque, secondo tale teoria, a maggior ragione non scomparsi agli occhi del mondo). L'applicazione della Dottrina Stimson ai sensi della Dichiarazione di Welles, abbracciata da chi considerava l'annessione effettuata dall'URSS nel 1940 non genuina e avvenuta ricorrendo alla forza, frammentò la comunità globale tra chi considerava i tre stati ormai assorbiti completamente all'Unione Sovietica e chi riteneva che de iure esistessero ancora. In particolare, secondo quest'ultima versione, poiché la sovranità non era mai appartenuta in maniera legittima a Mosca, il 1991 deve essere considerato come l'anno in cui Estonia, Lettonia e Lituania ricominciarono ad esistere e potevano annullare tutte le normative emesse in epoca sovietica, in quanto l'incorporazione era avvenuta secondo procedure incostituzionali.
La posizione ufficiale della Federazione Russa procede in sintonia con la tradizionale posizione della storiografia sovietica, secondo cui Estonia, Lettonia e Lituania non furono annesse dall'Unione Sovietica, ma proposero di unirsi di propria iniziativa nel 1940. Mosca insiste sul fatto che l'incorporazione degli Stati baltici ottenne il riconoscimento internazionale de iure in virtù degli accordi conclusi nelle conferenze di Jalta e Potsdam e dagli accordi di Helsinki. Si è altresì sostenuto che, in conformità alle leggi e alla costituzione sovietiche delle repubbliche socialiste, il ripristino dell'indipendenza era avvenuto secondo una procedura illegittima, poiché esso poteva aversi solo tramite leggi di secessione apposite concesse dall'URSS. Sempre secondo questa posizione, tutte le intese precedenti, come il trattato di Tartu, sono prive di valore giuridico, allo stesso modo di tutte le richieste di risarcimento effettuate da parte degli Stati baltici. Una simile differenza di prospettive tra le due versioni non ha contribuito a rendere più vicine le parti sul tema storico.
La questione è anche stata affrontata da giuristi: il principio giuridico ex iniuria ius non oritur (il diritto non può scaturire da atti ingiusti) differisce dal principio in apparenza simile dell'ex facto oritur ius (il diritto nasce dal fatto). Da un lato, il riconoscimento legale dell'incorporazione del Baltico da parte di altre nazioni sovrane al di fuori del blocco orientale è stato in gran parte negato sulla base del secondo principio giuridico sopraccitato, poiché l'annessione degli Stati baltici era ritenuta ab initio illegale. Va comunque tenuto presente che l'interruzione de facto della statualità, dovuta allo stazionamento di una potenza straniera per circa mezzo secolo, si è effettivamente verificata e ha gettato le basi perché si potesse applicare la massima dell'ex facto ius oritur. In uno scenario già oltremodo intricato, la requisizione di alcuni territori (si pensi alla contea di Petseri, a Ivangorod, al distretto di Abrene e all'Oblast' di Kaliningrad) e i cambiamenti demografici avvenuti nel corso del secondo dopoguerra rendono il caso baltico molto più complesso di una mera controversia in cui potrebbe essere effettuata una restitutio in integrum (un ripristino - in questa situazione specifica - dell'integrità territoriale).

## Contesto storico
I quattro Paesi sul Mar Baltico che in precedenza appartenevano all'Impero russo - Finlandia, Estonia, Lettonia e Lituania - consolidarono i propri confini e la sovranità nazionale dopo le guerre di indipendenza estone, lettone e lituana avvenute alla fine della prima guerra mondiale, nel 1920, e terminate con la stipula del trattato di Tartu, del trattato di pace di Riga e del trattato di Mosca del 1920. Le grandi potenze europee accordarono il riconoscimento de iure all'Estonia e alla Lettonia il 26 gennaio 1921, alla Lituania il 20 dicembre 1922, mentre gli Stati Uniti lo estesero a tutti e tre gli Stati il 28 luglio 1922.
Tutti e tre i trattati di pace tra i rispettivi stati baltici e la Russia sovietica sancivano in maniera pressoché identica il principio di autodeterminazione e la rinuncia della Russia a tutti i precedenti diritti e rivendicazioni in maniera definitiva e permanente. Inoltre, il diritto sopraccitato si rintracciava tra i quattro principi chiave proclamati da Lenin e Stalin il 15 novembre 1917 nella Dichiarazione del governo sovietico: "Il diritto per i popoli della Russia alla libera autodeterminazione anche alla separazione e all'autonomia degli stati". Con la creazione dell'Unione delle Repubbliche Socialiste Sovietiche il 6 luglio 1923, venne ribadita l'efficacia di tutti i trattati stipulati in precedenza dalla Russia sovietica, compresi quelli relativi ai Paesi baltici.
Nel decennio successivo furono stipulati numerosi accordi e intese bilaterali e multilaterali che disciplinavano i rapporti:
- Protocollo per l'entrata in vigore del patto Briand-Kellogg (di cui tutte e quattro le parti erano firmatarie originali), firmato a Mosca il 9 febbraio 1929, in cui si rinunciava espressamente, per la prima volta nella storia delle intese internazionali, alla guerra come strumento di risoluzione delle controversie[23]
- Trattati bilaterali di non aggressione firmati con i rispettivi Stati baltici e l'Unione Sovietica tra il 1926 e il 1932
- Convenzioni di conciliazione relative ai trattati di non aggressione[24]
- Convenzione per la definizione di aggressione firmata a Londra nel luglio 1933[25][26]

Quest'ultima, frutto di un'iniziativa del governo sovietico, definiva nell'articolo 2 vari atti di aggressione, compresi i blocchi navali. La Convenzione stabiliva inoltre che "Nessuna considerazione politica, militare, economica o di altro tipo può essere addotta come pretesto o giustificazione per l'aggressione di cui all'articolo 2".

### Estonia
L'Estonia promulgò la Dichiarazione d'indipendenza il 24 febbraio 1918. Il documento affermava una serie di principi quali la libertà di espressione, religione, riunione e associazione: essi furono ulteriormente elaborati e poi riportati nella Costituzione provvisoria del 1919 e nella prima Costituzione del 1920. La sovranità popolare costituiva il valore cardine dell'Estonia. In seguito, la Costituzione del 1938 fu un tentativo di ripristinare il governo democratico, in virtù dei due colpi di Stato verificatisi nel 1924 e nel 1934, ma si finì per concedere ancora più poteri al presidente. Ad ogni modo, nonostante i cambiamenti politici interni, l'Estonia risultava uno Stato legale riconosciuto a livello internazionale negli anni precedenti al 1940.
L'indipendenza fu interrotta nel giugno 1940, all'indomani della firma del patto Molotov-Ribbentrop tra la Germania nazista e l'Unione Sovietica dell'agosto 1939. L'URSS ricorse a un modus operandi simile con tutti e tre gli stati baltici, presentando dapprima ultimatum sulla base di presunti fallimenti nell'adempimento ai patti di mutua assistenza firmati l'anno precedente. Ai diktat in cui si chiedeva di poter installare truppe sovietiche sul suolo baltico andava fornita risposta nel giro di poche ore e, a seguito della risposta affermativa fornita sia dall'Estonia che dalla Lituania e dalla Lettonia, l'Armata Rossa giunse nelle capitali. I sovietici proposero e approvarono dei propri governi, i quali più tardi "chiesero" di essere annessi alla Russia. Al fine di far risultare la procedura legittima agli occhi del mondo, si effettuarono delle elezioni alla presenza delle truppe sovietiche. Gli Stati Uniti, di concerto con un discreto numero di altre nazioni, non riconobbero l'occupazione e la successiva annessione degli Stati baltici.

### Lettonia
La Lettonia adottò la Dichiarazione che istituiva un governo provvisorio nazionale il 18 novembre 1918. Nel 1920 l'Assemblea costituzionale liberamente eletta adottò due leggi fondamentali, ma la costituzione definitiva (Satversme) approdò solo nel 1922. Quando il primo ministro Kārlis Ulmanis prese il potere con un colpo di Stato nel 1934, il parlamento fu sciolto nel medesimo anno.

### Lituania
Dopo più di un secolo di dominazione straniera, il Consiglio della Lituania adottò l'Atto d'Indipendenza il 16 febbraio 1918. Nel giro di un ventennio, nella Repubblica di Lituania si adottarono tre Costituzioni, rispettivamente nel 1922, nel 1928 e nel 1938. L'organo legislativo della Lituania era il parlamento, i cui membri venivano eletti secondo procedure democratiche: quando tuttavia Antanas Smetona assunse il potere con un colpo di Stato nel 1926, due anni più tardi fu adottata una legge fondamentale che accresceva il ruolo del presidente e riduceva le dimensioni del parlamento da 85 a 49 membri. Nella Costituzione del 1938, il presidente ricevette poteri ancora più ampi, così come al parlamento fu nuovamente riconosciuto il compito di legiferare anziché limitarsi a votare o a bocciare l'adozione di decreti presidenziali. Inoltre, il presidente sarebbe durato in carica per sette anni.

### Incorporazione sovietica nel diritto internazionale
L'annessione forzata degli Stati baltici costituiva un atto illegittimo ai sensi del diritto internazionale convenzionale. Secondo consuetudine, l'incorporazione violava principi fondamentali quali la sovranità e l'indipendenza dello Stato, il divieto di acquisizione coattiva di un altro territorio e il divieto di ingerenza nella politica estera. Stando alle convenzioni, le azioni dell'Unione Sovietica violavano inoltre praticamente qualsiasi disposizione delle principali convenzioni sottoscritte da Mosca con le tre repubbliche. Infine, i protocolli segreti pattuiti con la Germania delineavano una violazione dell'articolo 2 dei trattati di non aggressione estone e lettone, così come la minaccia di ricorrere alla forza e l'ultimatum per concludere i trattati di mutua assistenza violavano lo spirito e la lettera dei rispettivi accordi di pace, di non aggressione (gli artt. 2 e 3 vietavano la creazione di blocchi navali e altri atteggiamenti ritorsivi), le convenzioni di conciliazione, il patto Briand-Kellogg e il protocollo ai rinuncia ai conflitti come mezzo di risoluzione delle controversie.

## Mancato riconoscimento occidentale dell'annessione

### Missioni diplomatiche baltiche (1940-1991)
La maggior parte delle potenze del blocco occidentale si rifiutò di riconoscere de iure l'incorporazione degli stati baltici e riconobbe solo de facto (o non riconobbe nemmeno) i governi sovietici della RSS Estone, della RSS Lettone e della RSS Lituana. Tali Paesi riconoscevano diplomatici e consoli estoni/lettoni/lituani che operavano ancora in nome dei loro ex governi nelle rispettive sedi. Il surreale scenario in cui erano costretti ad operare (rappresentanti di un governo che formalmente non esisteva) proseguì fino alla definitiva restaurazione dell'indipendenza baltica.
Durante il periodo 1940-1991, gli Stati Uniti continuarono a ricevere i diplomatici baltici, nominati per la prima volta in carica dai governi antecedenti al 1940 e, dopo il 1980, dai membri ancora in vita nei servizi diplomatici baltici. Il ministero degli Esteri sovietico diede luogo a proteste formali contro le missioni diplomatiche ancora aperte a Washington DC e altrove.
Nel 1947, fu inviata una comunicazione congiunta sull'occupazione degli Stati baltici alle Nazioni Unite dai diplomatici estoni, lettoni e lituani all'estero. Il cosiddetto Appello baltico alle Nazioni Unite (oggi "Associazione baltica alle Nazioni Unite") fu formato nel 1966.
Il 26 marzo 1949, il Dipartimento di Stato americano emise una circolare in cui affermava che gli stati baltici erano ancora nazioni indipendenti con i propri rappresentanti diplomatici.
In Canada l'elenco ufficiale dei diplomatici comprendeva gli uffici dell'Estonia, Lettonia e Lituania: un simile evento, all'inizio degli anni '60 costrinse l'ambasciata sovietica in Canada a rifiutarsi di ricevere le liste distribuite dal Dipartimento canadese degli affari esteri.
Verificatasi una situazione simile nel Regno Unito, si decise infine di escludere i diplomatici baltici dalla lista, ma come compromesso questi continuarono a vantare tutti i diritti riservati agli ambasciatori del Commonwealth.
Le Nazioni Unite ricevettero numerosi appelli dalle missioni diplomatiche baltiche, dalle organizzazioni dei rifugiati, dai gruppi di resistenza locali e dai diplomatici statunitensi e dai politici sulla questione baltica. Per via della presenza dell'URSS nel Consiglio di sicurezza, le questioni non furono mai presenti nell'agenda ufficiale dell'ONU. Un appello congiunto all'Organizzazione Mondiale delle Nazioni Unite venne lanciato dai gruppi di resistenza negli stati baltici, i quali chiesero di denunciare l'occupazione sovietica come evinceva dalla risoluzione del Parlamento europeo del 1983 sul ripristino dell'indipendenza baltica.

### Beni dei baltici (1940-1991)
Dopo l'invasione della Danimarca e della Norvegia da parte della Germania nazista il 9 aprile 1940, il presidente Franklin Delano Roosevelt emise l'ordine esecutivo 8389, in base al quale il Dipartimento del tesoro degli Stati Uniti d'America congelò tutte le attività finanziarie dei Paesi europei occupati negli Stati Uniti. Dopo l'occupazione sovietica dell'Estonia, della Lettonia e della Lituania, l'ordine esecutivo 8389 venne esteso ai beni e alle proprietà degli Stati baltici; seguì un mese dopo la prima occupazione sovietica, nel luglio 1940, l'emanazione di una nuova disposizione, la 8484, che bloccava le attività finanziarie lettoni, lituane ed estoni, inclusa la riserva monetaria. Il congelamento dei beni baltici da parte degli USA ricevette la condanna dall'Unione Sovietica, poiché giudicato privo di base legale per ritardare il trasferimento dell'oro baltico dalla Riserva Federale alla Gosbank.

#### Riserve auree
Gli stati baltici preservarono riserve auree anche nelle banche del Regno Unito. Nel luglio 1940, la Banca d'Inghilterra sequestrò le riserve auree baltiche depositate nel Regno Unito, in parte come "rappresaglia" per la nazionalizzazione della proprietà britannica negli stati baltici da parte dell'URSS, ma anche perché la Gran Bretagna considerava illegittima l'annessione degli stati baltici. Durante gli anni '50, l'URSS rivendicò regolarmente l'oro ma le richieste furono respinte al mittente. Nel 1967, il governo laburista sfruttò la riserva per risolvere i crediti reciproci con l'Unione Sovietica. Il 5 gennaio 1968 fu raggiunto un accordo tra le due parti in cui Mosca rinunciava a tutti i crediti sull'oro baltico detenuto nella Banca d'Inghilterra: in cambio, pure Londra ricusava a ogni credito del Regno Unito derivante dalla nazionalizzazione nell'URSS. Nel 1992 e 1993, il governo del Regno Unito trasferì agli Stati baltici riserve auree per un valore pari a 90 milioni di sterline.
I beni baltici depositati in Svezia andarono a Mosca immediatamente dopo che i sovietici chiesero la consegna delle riserve auree del Baltico nel 1940. L'importo fu successivamente compensato da Stoccolma agli stati baltici nel 1992. Nel 1991, la nazione scandinava promise all'Estonia di restituire l'oro e nel 1998 il governo svedese ha scoperto i conti bancari di nazionalità baltica.
Il governo francese si rifiutò di restituire all'URSS le tre tonnellate d'oro depositate nella Banca di Francia da Lettonia e Lituania.
I beni depositati dagli Stati baltici prima del 1940 nella Banca dei regolamenti internazionali in Svizzera rimasero intatti. Dopo il 1991, l'oro baltico è tornato alle banche centrali dell'Estonia, della Lettonia e della Lituania.

#### Beni mobili e immobili
Dopo l'occupazione del 1940, si verificarono contenziosi relativi alle proprietà dei cittadini baltici all'estero. La maggior parte degli stati stranieri si rifiutò di inviare navi baltiche nei loro porti in Unione Sovietica. Il governo sovietico intentò cause contro Canada, Irlanda, Regno Unito e USA senza successo: i tribunali statunitensi e britannici non riconobbero infatti l'autorità sovietica su di essi. Tuttavia, alcuni Stati preferirono cedere legazioni e consolati baltici: solo per alcuni di essi si affermò che non sarebbe stata intaccata la titolarità della proprietà.
Alla fine della seconda guerra mondiale, l'edificio che ospitava l'ambasciata estone a Berlino fu sottoposto alla tutela delle autorità tedesche. Il 23 settembre 1991, un tribunale tedesco revocò tale misura e restituì il bene immobile all'Estonia.

#### Debiti
Il 4 dicembre 1991 molte delle ex repubbliche dell'Unione Sovietica firmarono il trattato sulla ripartizione del debito estero sovietico, ma gli stati baltici rifiutarono di sottoscriverlo. Nel 1993, la Federazione Russa annunciò si sarebbe accollata da sola quanto dovuto.

### Accordi di Helsinki
La questione baltica tornò in auge durante i negoziati dell'Atto finale della Conferenza sulla sicurezza e la cooperazione in Europa nel 1975. L'Unione Sovietica sostenne che qualsiasi tentativo di rivendicazione territoriale andasse considerato come un atto di aggressione, posizione a cui si opposero la Germania Ovest, la Spagna, l'Irlanda e il Canada; i rappresentanti di quest'ultima nazione affermarono che accettare la proposta sovietica avrebbe significato riconoscere anche de iure l'incorporazione sovietica dell'EstLaLia. Sostenuto da altri membri della NATO, l'atto finale affermava invece che le "frontiere" del tempo - le dogane fisicamente esistenti, in opposizione ai "confini", i quali avrebbero dovuto indicare quelli degli stati sovrani - dell'URSS non sarebbero state intaccate. Il Presidente degli Stati Uniti e i leader di altri Stati membri della NATO confermarono in dichiarazioni rilasciate successivamente che la disposizione non comportava il riconoscimento dell'incorporazione degli Stati baltici come legittima. La Federazione Russa sostiene oggi che la comunità internazionale abbia riconosciuto l'incorporazione degli Stati baltici nell'URSS de iure in varie occasioni, ovvero a Jalta e a Potsdam, per poi suggellarla in modo definitivo a Helsinki.

### Elenco degli Stati che riconobbero o non riconobbero l'annessione
Paesi baltici
     Unione Sovietica
     Firmatari del Patto di Varsavia
     Nazioni che in maniera espressa non riconobbero l'occupazione sovietica, sia de iure che de facto
     Nazioni che in maniera espressa non riconobbero l'occupazione sovietica dei Paesi baltici de iure ma l'autorità sovietica nelle tre repubbliche de facto
     Nazioni che riconobbero l'incorporazione dei Paesi baltici nell'Unione Sovietica de iure
     Stati che non assunsero in maniera espressa alcuna posizione
     Dati non disponibili

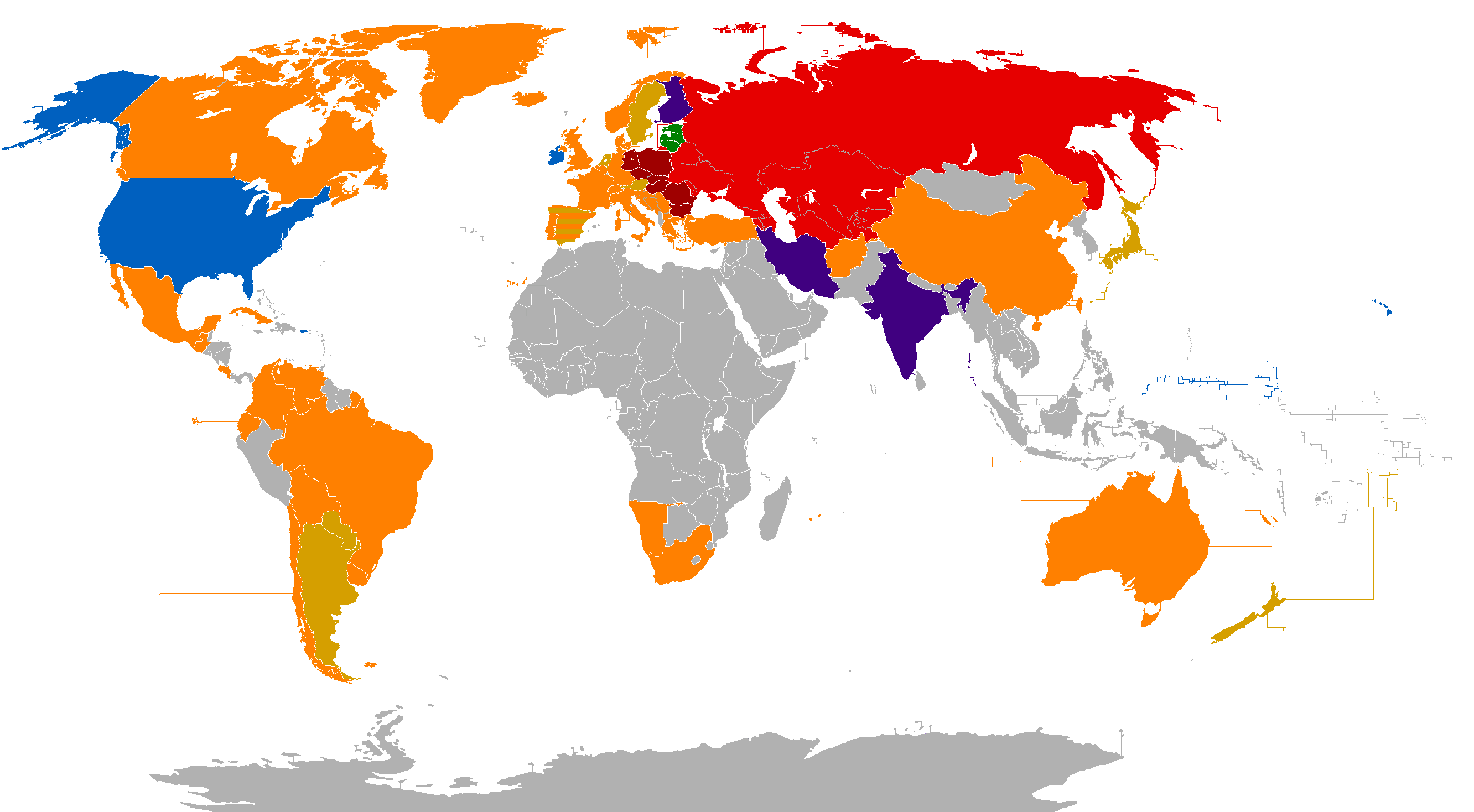
La mappa mostra il riconoscimento e il non riconoscimento occidentale dell'annessione dei Paesi Baltici:
Paesi baltici
Unione Sovietica
Firmatari del Patto di Varsavia
Nazioni che in maniera espressa non riconobbero l'occupazione sovietica, sia de iure che de facto
Nazioni che in maniera espressa non riconobbero l'occupazione sovietica dei Paesi baltici de iure ma l'autorità sovietica nelle tre repubbliche de facto
Nazioni che riconobbero l'incorporazione dei Paesi baltici nell'Unione Sovietica de iure
Stati che non assunsero in maniera espressa alcuna posizione
Dati non disponibili

In termini di giudizio sull'occupazione degli stati baltici, la comunità globale si può suddividere in cinque gruppi:
- Paesi che in maniera esplicita non hanno riconosciuto l'occupazione sovietica, né de iure né de facto;
- Paesi che non hanno riconosciuto de iure l'occupazione sovietica ma hanno riconosciuto de facto l'autorità sovietica nei Paesi baltici;
- Paesi che hanno riconosciuto de iure anche l'incorporazione degli Stati baltici;
- Paesi che non hanno espresso in alcun modo la propria posizione;[55][56]
- I Paesi del blocco orientale, i quali hanno riconosciuto l'annessione delle repubbliche socialiste in sintonia con le norme giuridiche sovranazionali.

#### 1. Non riconoscimento de jure e de facto
- Città del Vaticano - intrattenne relazioni diplomatiche ufficiali, senza effettuare alcun riconoscimento né de iure né de facto[55][56][57]
- Irlanda - nessuna relazione ufficiale, nessun riconoscimento de iure e de facto[55][56][57]
- Stati Uniti - mantennero relazioni diplomatiche ufficiali, senza riconoscere l'annessione né de iure né de facto[55][56][57]

#### 2. Non riconoscimento de iure, riconoscimento dell'autorità de facto
- Afghanistan - nessuna decisione finale sulla politica di non riconoscimento, nessuna relazione ufficiale con i rappresentanti del Baltico[57]
- Australia - relazioni semi ufficiali mantenute con i rappresentanti baltici, sebbene de iure riconosciute per 17 mesi tra il luglio 1974 e il dicembre 1975[55][56][57] dal governo Whitlam[58] su iniziativa personale dell'australiano come primo ministro e ministro degli esteri in carica.[59] Il riconoscimento fu ritirato dal successivo governo Fraser nel 1975[60]
- Belgio - nessuna decisione finale sulla politica di non riconoscimento, nessuna relazione ufficiale con i rappresentanti del Baltico[55][56][57]
- Brasile - relazioni ufficiali con i rappresentanti baltici, ad eccezione dell'era della Política Externa Independente[55][56][57]
- Canada - relazioni semi ufficiali mantenute con i rappresentanti baltici. Riconoscimento de facto, non de iure[33][55][56]
- Cile - nessuna relazione diplomatica con l'URSS[55][56][57]
- Cina[55][56][61]
- Cipro[56]
- Colombia - Mantenne alcune relazioni con i rappresentanti del Baltico, ma nessuna decisione finale sulla politica di non riconoscimento[55][56][57]
- Corea del Sud - nessuna relazione diplomatica con l'URSS[62]
- Costa Rica - nessuna relazione diplomatica con l'URSS[55][56][57]
- Cuba - Alcune relazioni con i rappresentanti del Baltico mantenute, nessuna decisione finale sulla politica di non riconoscimento[55][56][57]
- Danimarca - Alcune relazioni con i rappresentanti del Baltico mantenute, nessuna decisione finale sulla politica di non riconoscimento[55][56][57]
- Ecuador - nessuna relazione diplomatica con l'URSS[55][56][57]
- Etiopia - nessuna relazione ufficiale, nessuna decisione finale sulla politica di non riconoscimento[55][56][57]
- Francia - intrattenne relazioni semi ufficiali con i rappresentanti baltici, nessun riconoscimento de iure per dichiarazione politica[55][56]
- Germania Ovest - riconoscimento dei passaporti baltici, nessuna decisione finale sulla politica di non riconoscimento, nessun riconoscimento de iure concesso[55][56][57]
- Filippine[62]
- Grecia - nessuna relazione ufficiale, nessuna decisione finale sulla politica di non riconoscimento[55][56][57]
- Guatemala[55][56]
- Islanda - nessuna relazione diplomatica ufficiale[55][56][57]
- Iran - nessuna relazione ufficiale, sebbene la visita di Stato dello Scià dell'Iran a Tallinn nel 1972 implicasse un riconoscimento[55][57]
- Italia - riconoscimento de facto[55][57]
- Jugoslavia[55][56]
- Liberia - nessuna relazione diplomatica con l'URSS[56][57]
- Lussemburgo - nessuna relazione ufficiale[55][56][57]
- Malta[55][56]
- Messico - alcune relazioni con i rappresentanti del Baltico mantenute, nessuna decisione finale sulla politica di non riconoscimento[55][56][57]
- Norvegia - nessuna relazione ufficiale, nessuna decisione finale sulla politica di non riconoscimento[55][56][57]
- Paraguay - nessuna relazione diplomatica con l'URSS[56][57]
- Portogallo - nessuna relazione diplomatica con l'URSS[55][56][57]
- Regno Unito - intrattenne relazioni diplomatiche semi ufficiali, riconoscimento de facto concesso[55][56][57]
- Sudafrica - nessuna relazione diplomatica con l'URSS[57]
- Spagna - intrattenne relazioni diplomatiche semi-ufficiali, non ebbe relazioni diplomatiche con l'URSS fino al 1977, né riconobbe de iure o de facto l'annessione fino al 1977[57]
- Svizzera - alcune relazioni mantenute, fiduciari dei beni baltici, nessuna decisione finale sulla politica di non riconoscimento[55][56][57]
- Taiwan[55][62][63]
- Turchia - nessuna relazione ufficiale, nessuna decisione finale sulla politica di non riconoscimento[55][56][57]
- Uruguay - relazioni diplomatiche ufficiali[55][56][57]
- Venezuela - nessuna relazione diplomatica con l'URSS[55][56][57]

#### 3. Riconoscimento de iure
- Argentina - Riconoscimento implicito de iure. Non accettò passaporti baltici[57]
- Australia - Riconoscimento de iure implicito. Non accettò passaporti baltici[57]
- Bolivia[55]
- Giappone[57]
- Nuova Zelanda - riconoscimento nel 1977[33][56]
- Paesi Bassi - Riconoscimento implicito de iure nel 1942, quando furono stabilite relazioni diplomatiche con l'URSS senza riserve[56]
- Spagna - Riconoscimento implicito de iure nel 1977, quando furono stabilite relazioni diplomatiche con l'URSS senza riserve durante la transizione spagnola alla democrazia[56]
- Svezia - Nel 1944, la Svezia divenne uno dei primi tra i pochi Paesi a riconoscere l'occupazione sovietica dei Paesi baltici. Nel 1945, la Svezia estradò circa 170 uomini dai Paesi baltici arruolati nelle Waffen SS, fuggiti dalla rioccupazione sovietica per trovare rifugio in Scandinavia, nell'URSS. Il 15 agosto 2011, il primo ministro svedese Fredrik Reinfeldt si è ufficialmente scusato con i primi ministri di Estonia, Lettonia e Lituania durante una cerimonia a Stoccolma, asserendo che "la Svezia ha un debito d'onore con i suoi vicini baltici per aver chiuso un occhio nel dopoguerra all'occupazione sovietica" e che si trattò di "un momento oscuro" nella storia del suo Paese.[64][65]

Le nazioni che ottennero l'indipendenza dopo la seconda guerra mondiale e non rilasciarono dichiarazioni specifiche sulla questione degli stati baltici quando negarono le relazioni diplomatiche con l'Unione Sovietica (implicitamente) riconobbero l'incorporazione degli stati baltici nell'Unione Sovietica.

#### 4. Paesi che non hanno formalmente espresso la loro posizione
I restanti Paesi del mondo sono rimasti in silenzio sulla questione. Si pensi ad esempio:
- Corea del Nord
- Finlandia - nessuna decisione finale sulla politica di non riconoscimento, anche se la visita non ufficiale del presidente Urho Kaleva Kekkonen in Estonia nel 1964 è stata spesso interpretata come un riconoscimento.[56][57] La Finlandia preservò le relazioni diplomatiche stabilite nel 1920 piuttosto che riconoscere nuovamente gli Stati baltici nel 1991[55]
- India - sebbene il viaggio del Primo Ministro indiano a Tallinn durante la visita di Stato in URSS del 1982 implicasse un riconoscimento[55]
- Israele

#### 5. Paesi del blocco orientale che consideravano legittima l'annessione
- Bulgaria
- Cecoslovacchia
- Cuba
- Germania Est
- Mongolia
- Polonia
- Romania
- Ungheria
- Vietnam

## Casi internazionali omologhi
Lo status dei Paesi baltici non rappresentava un unicum. All'indomani della seconda guerra mondiale, si accese un dibattito su quali norme del diritto internazionale fossero applicabili a una serie di altre annessioni illegali come il caso dell'Austria e della Cecoslovacchia da parte della Germania nazista nel 1938. Inoltre, con la dissoluzione dell'Unione Sovietica, anche la Georgia espresse la volontà di essere riconosciuta come successore della Repubblica Democratica di Georgia (1918-1921), ma tale ipotesi è stata scartata principalmente perché il lasso di tempo a cui si faceva riferimento era stato ritenuto troppo breve.

## La teoria della continuità dello Stato

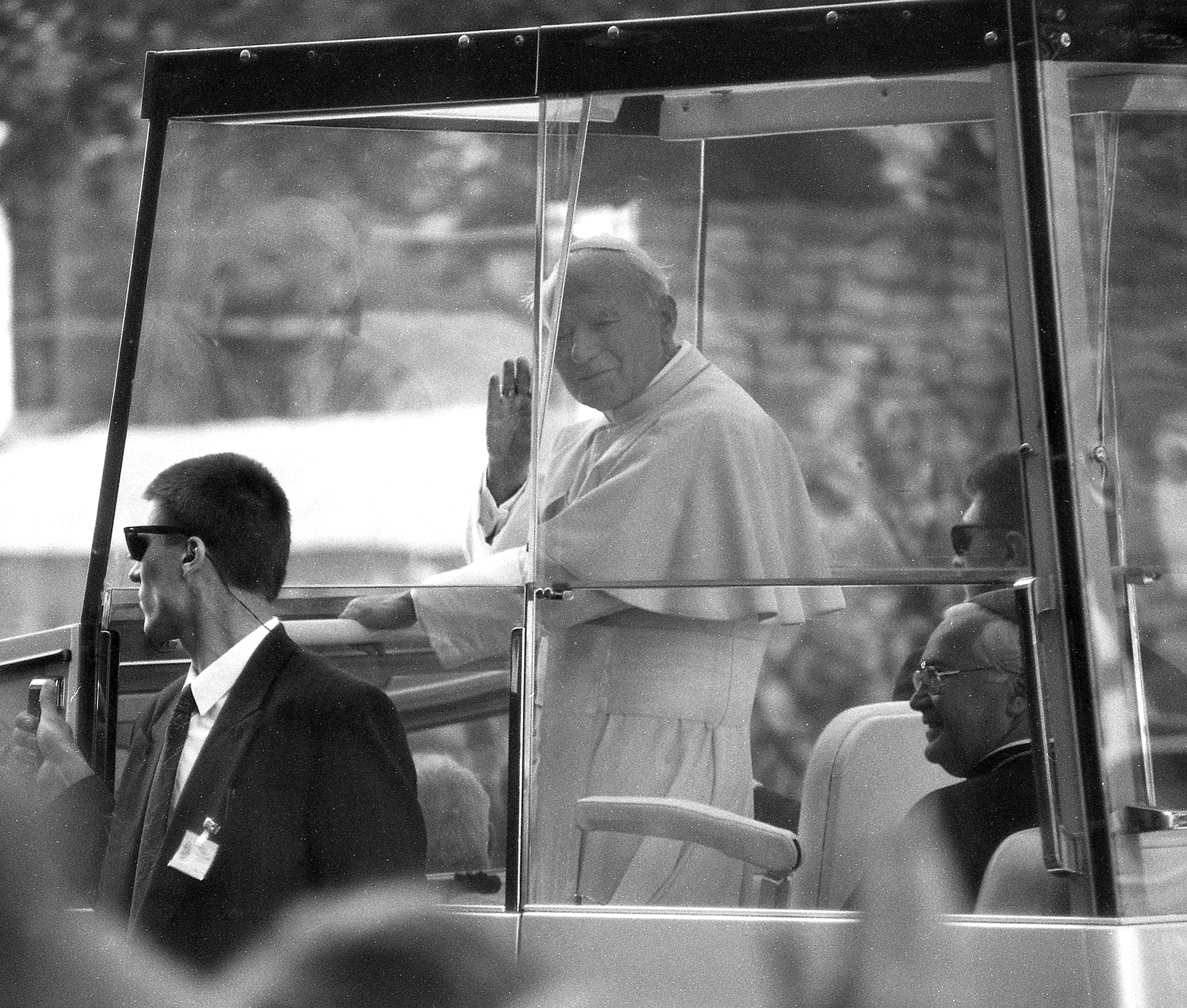
Papa Giovanni Paolo II in visita a Tallinn nel settembre del 1993, a un anno e mezzo di distanza dal ripristino della sovranità estone

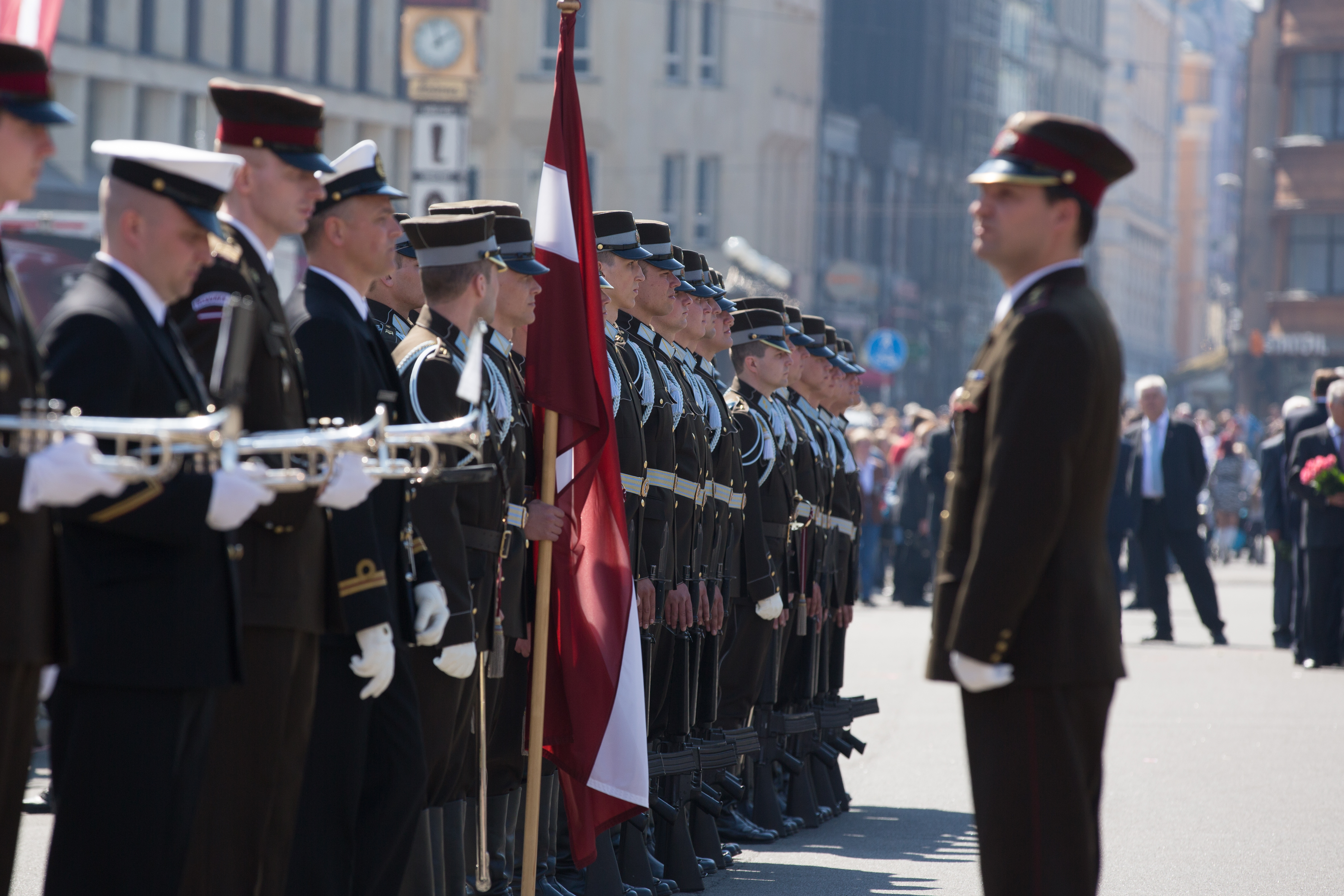
Immagine del corpo militare bandistico lettone, recatosi di fronte al Monumento alla Libertà a Riga il giorno della restaurazione dell'indipendenza per intonare l'inno nazionale lettone (2016)

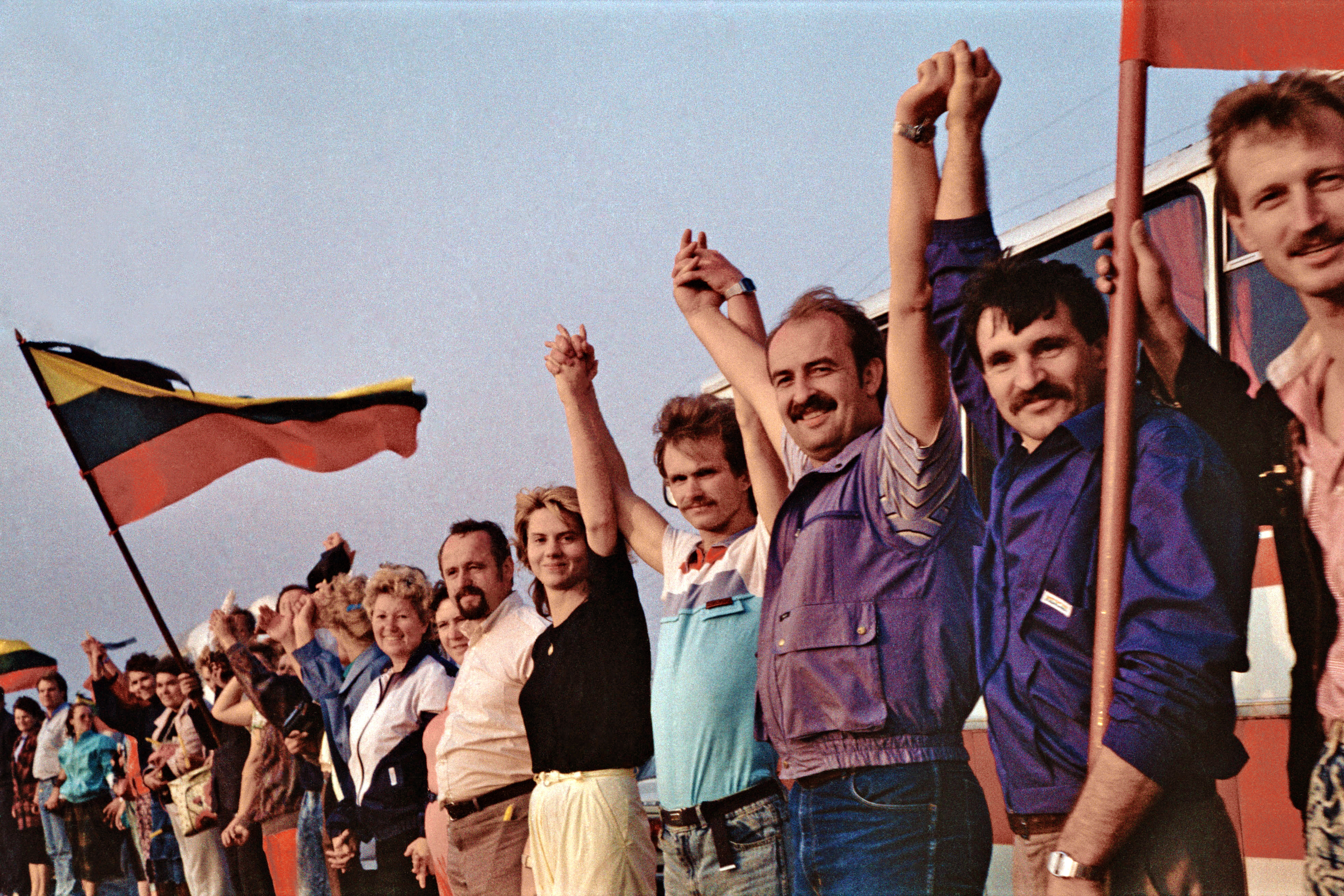
Scatto del 23 agosto 1989 che ritrae alcuni manifestanti lituani intenti a formare la catena baltica, una protesta che unì i cittadini baltici per mano da Vilnius fino a Tallinn, passando per Riga

### Estonia
Il 30 marzo 1990, il Consiglio supremo estone adottò la risoluzione sullo status della nazione estone. La risoluzione annunciava che l'indipendenza dell'Estonia de iure non era mai stata sospesa, a causa dell'occupazione illegittima verificatisi nel 1940. Un'ulteriore risoluzione sulla restaurazione della Repubblica di Estonia fu pubblicata il 20 agosto 1991. La nuova Costituzione è entrata in vigore il 29 luglio 1992, riprendendo di proposito alcuni caratteri di quella del 1938 in sintonia con il principio di continuità.

### Lettonia
Terminata la parentesi sovietica, nel 4 maggio 1990 si adottò la dichiarazione "Sul ripristino dell'indipendenza della Repubblica di Lettonia". Essa ripristinava la validità della legge fondamentale del 1922 (ad eccezione di alcune disposizioni) e prevedeva, nelle disposizioni transitorie, il ripristino della sovranità nazionale attraverso negoziati con l'Unione Sovietica. La legge costituzionale sulla statualità della Repubblica di Lettonia che dichiarava il ripristino immediato della piena indipendenza fu promulgata il 21 agosto 1991. Il quinto parlamento venne eletto nel 1993: uno dei compiti intrapresi riguardò la riproposizione della Costituzione del 1922, in armonia con la continuità giuridica.

### Lituania
A differenza dell'Estonia e della Lettonia, l'11 marzo 1990 la Lituania già proclamò il ripristino dello Stato lituano senza un periodo di transizione. Il documento riprendeva la dichiarazione del 1918 e la risoluzione del 1920 ai fini della continuità costituzionale. Il Congresso dei Soviet adottò una risoluzione il 15 marzo 1990 in cui si condannava la decisione della Lituania, contraria alla Costituzione dell'Unione Sovietica. Il 7 febbraio 1990 la Lituania emise una risoluzione in cui bollava come invalidi e gli accordi tra Berlino e Mosca del 1939 e le loro conseguenze. La Corte costituzionale della Lituania decise che la costituzione del 1938 era stata sospesa nel 1940 e procedette alla sua reintroduzione. Allo stesso tempo, i giudici riconobbero l'impossibilità di ricostruire l'apparato statale così come esisteva nel 1940. La nuova legge fondamentale venne adottata il 25 ottobre 1992.

## Continuità dei Paesi baltici e diritto internazionale
La Convenzione di Montevideo nel 1933 costituì un tentativo di delineare un concetto legale di statualità. Secondo tale definizione, lo Stato deve vantare un territorio, un popolo che vi risiede in maniera permanente, un governo operativo e la capacità di intrecciare relazioni internazionali. Tuttavia, già durante il periodo interbellico, l'interpretazione e l'applicazione dei criteri erano tutt'altro che facili, come nel caso delle isole Åland. Il concetto di statualità nel diritto internazionale non può essere spiegato con un semplice riferimento alla Convenzione di Montevideo. Secondo alcuni giuristi, le decisioni su di essa andrebbero prese in base ai casi concreti.
Gli stati baltici basano la propria convinzione nel dichiarare la continuità su due ulteriori regole: il divieto dell'uso della forza nelle relazioni internazionali e il diritto all'autodeterminazione, come espresso in elezioni libere e democratiche. La prima regola fu la risposta di Riga, Tallinn e Vilnius alle affermazioni sovietiche di dover seguire il processo di secessione sotto la Costituzione sovietica del 1977; le tre repubbliche sostenevano di essere state inglobate solo come risultato di un'invasione.

## Reazioni internazionali al ripristino dell'indipendenza baltica

### Organizzazioni internazionali
Il 27 agosto 1991 le Comunità europee accolsero con favore il ripristino della sovranità e dell'indipendenza. L'Unione Sovietica riconobbe l'indipendenza del Baltico il 6 settembre 1991,
mentre l'OCSE ammise gli Stati baltici come nuovi membri il 10 settembre 1991.
L'Assemblea parlamentare del Consiglio d'Europa si espose ufficialmente affermando che l'URSS aveva violato il diritto del popolo baltico all'autodeterminazione. Il Consiglio segnalò altresì che diversi Stati membri riconfermarono il riconoscimento alle nazioni baltiche risalenti agli anni '20, mentre altri le riconobbero di nuovo.
Inoltre il Parlamento europeo, la Corte europea dei diritti dell'uomo e il Consiglio per i diritti umani delle Nazioni Unite, dichiararono che gli Stati baltici erano stati invasi, occupati e illegalmente incorporati nell'Unione Sovietica ai sensi delle disposizioni del patto Molotov-Ribbentrop del 1939 fino al 1991.
L'ammissione degli Stati baltici all'ONU avvenne in conformità con l'articolo quattro dello Statuto delle Nazioni Unite. Quando la questione dell'adesione fu esaminata dal Consiglio di sicurezza, l'organo fece per forza di cose riferimento alla riconquistata indipendenza degli Stati baltici. In principio, i contributi dei membri derivavano dalle quote precedentemente pagate dall'Unione Sovietica. Tuttavia, dopo le obiezioni presentate da Riga, Tallinn e Vilnius, le Nazioni Unite accettarono le dichiarazioni degli Stati baltici che non si ritenevano stati successori dell'Unione Sovietica. Semplicemente, le tre repubbliche furono accettate come nuove entrate, poiché la Società delle Nazioni non era un antenato dell'ONU.
Gli stati baltici erano inoltre membri dell'Organizzazione internazionale del lavoro dal 1921 e la partecipazione risultò importante nella rivendicazione di continuità dello Stato.
L'organizzazione accettò la petizione dei baltici di continuare la propria precedente adesione, e accettò che continuassero ad essere vincolati dalle convenzioni OIL stipulate prima del 1940; proprio su tale base, l'Organizzazione Internazionale del Lavoro ritenne che gli stati baltici fossero stati riammessi, nonostante nessuna decisione formale lo sancì in maniera espressa.

### Relazioni bilaterali

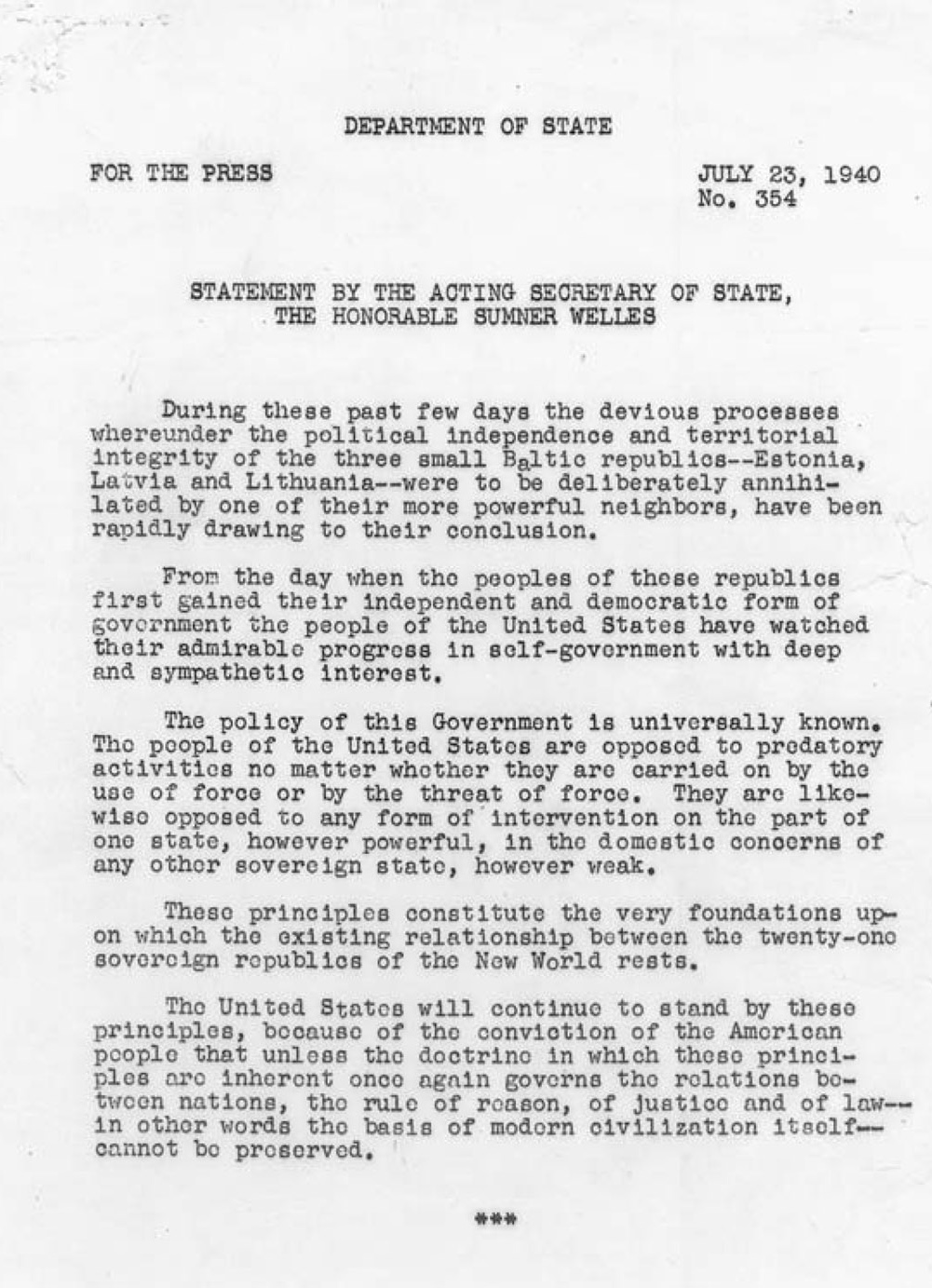
La Dichiarazione di Welles del 23 luglio 1940. Essa stabiliva la politica statunitense di non riconoscimento dell'incorporazione forzata degli Stati baltici

Si possono identificare tre diversi modi d'approccio agli Stati baltici dopo il putsch di agosto di Mosca nell'agosto 1991. In primo luogo, esistevano nazioni che intrattennero relazioni diplomatiche prima dell'occupazione del 1940 e non avevano mai riconosciuto l'annessione del 1940 né de iure né de facto. Questi, per la maggior parte, ripresero le relazioni diplomatiche nel 1991 senza un riconoscimento formale. Tuttavia, alcuni stati ritennero necessario riconoscere nuovamente gli Stati baltici. In secondo luogo, vi era chi aveva mantenuto relazioni diplomatiche prima del 1940, ma aveva riconosciuto di fatto la loro annessione all'Unione Sovietica. In ultimo, si possono annoverare i tanti stati emersi dopo il 1940.
La continuità giuridica si basa sulla dottrina Stimson applicata all'occupazione dei Paesi baltici e enunciata nella dichiarazione di Welles. Quest'ultima consentì a Estonia, Lettonia e Lituania di mantenere sedi diplomatiche indipendenti negli Stati Uniti e l'Executive Order 8484, come detto, tutelò le attività finanziarie del Baltico tra il 1940-1991.
Una simile politica di non riconoscimento diede origine al principio di continuità giuridica, secondo il quale gli Stati baltici non nacquero ex novo nel 1991, ma sono gli stessi che esistettero nel periodo interbellico.

### Unione Sovietica e Federazione Russa
L'ultimo Segretario generale del PCUS Michail Gorbačëv istituì una commissione di 26 membri per valutare il patto Molotov-Ribbentrop e i suoi protocolli segreti: questa finalmente rivelò l'esistenza (immaginata) ai baltici di protocolli segreti del trattato, da sempre esclusa dalla storiografia sovietica. Inoltre, si affermò che il documento del 1939 era contrario ai trattati stipulati con le tre repubbliche: la commissione sottacque alcune conclusioni perché si temette che in virtù di esse il Baltico avrebbe avuto campo libero per abbandonare Mosca. La questione inerente al rapporto della commissione nel 1989 non venne discussa in futuro dalla Federazione Russa, poiché questa ha negato di essere vincolata agli accordi balto-sovietici precedenti al 1940. Il Ministero degli affari esteri della Russia ha annunciato che la distorsione degli eventi storici e le accuse di occupazioni illegali sono le ragioni principali dei problemi nelle relazioni balto-russe.
Allo stesso tempo, il governo della Federazione Russa considera l'annessione come legittima e la scissione come frutto di un periodo travagliato della storia del Paese.

### Corte europea dei diritti dell'uomo
A seguito dell'ammissione degli Stati post-sovietici nel Consiglio d'Europa nella seconda metà degli anni '90, dinanzi alla Corte europea dei diritti dell'uomo si giudicò una serie di casi relativi alla questione della legalità dell'adesione degli Stati baltici all'Unione Sovietica. La Corte EDU emise svariate sentenze in cui si affermava che si fosse di fronte a un'annessione avvenuta con la forza perdurata fino al 1991.
Il 16 marzo 2006 la Grande Camera della Corte ha reso la seguente dichiarazione nel caso Tatjana Ždanoka contro la Lettonia (paragrafo 119 della sentenza):
In seguito al caso Ždanoka, un discreto numero di altre sentenze e decisioni sono state adottate dalle Camere (non in seduta plenaria) della Corte in casi riguardanti questioni che sviolinavano dalla limitazione delle misure restrittive della libertà e i diritti politici di ex esponenti governativi sovietici alla condanna penale per crimini contro l'umanità: in essi, la Corte concluse che l'occupazione degli Stati baltici da parte dell'URSS aveva avuto luogo sin dal 1940 (Kolk contro l'Estonia, Penart contro l'Estonia). In Penart contro l'Estonia, la Corte dichiarò irricevibile la richiesta di Vladimir Penart, un ex agente del servizio di sicurezza interna dell'URSS, condannato per crimini contro l'umanità da un tribunale estone per aver organizzato nel 1953 l'uccisione di "una persona che si nascondeva nei boschi", molto probabilmente un membro dei Fratelli della foresta, un movimento militante anti-sovietico. La corte si espresse come segue:
Le sentenze della corte riportano diversi aspetti (alcuni dei quali importanti per la teoria della continuità giuridica) interessanti al fine di ricostruire in maniera quanto più oggettiva possibile gli eventi. Tra le conclusioni dell'organo giudicante, si annovera la conferma che l'URSS commise crimini negli stati baltici, non annessi ma invasi, come le deportazioni di massa dall'Estonia e, nel caso Tatjana Ždanoka contro la Lettonia, ha tracciato un parallelismo con il caso Van Wambeke contro il Belgio (num. 16692/90, decisione della Commissione del 12 aprile 1991): in esso, il richiedente chiedeva un risarcimento per essergli stato impedito di partecipare alle elezioni del Parlamento europeo, ma la richiesta fu respinta perché l'uomo, nel 1945, entrò a far parte delle Waffen SS.
Nella Federazione Russa le sentenze della corte hanno suscitato reazioni negative tra gli esponenti del governo e sono state tacciate di "politicizzazione".
Negli Stati baltici le decisioni dei tribunali internazionali sono state accolte con favore: si pensi a quando, nel suo annuario del 2006, il servizio di sicurezza interna estone ha sottolineato l'importanza degli interventi di un organo così autorevole.

### Esplicative
1. ↑  Firmare l'atto avrebbe significato per Estonia, Lettonia e Lituania riconoscere una parvenza di legittimità alle autorità sovietiche attive nel 1940-1991.

### Bibliografiche
1. ↑   Antonio Blanc Altemir, Gli Stati baltici di fronte alla disintegrazione sovietica: alcune riflessioni a quindi anni di dalla proclamazione della loro indipendenza, su webcache.googleusercontent.com,  p. 284.
2. ↑  Ziemele, p. 118.
3. ↑  Eisemann, p. 731.
4. 1 2 3 4  Elsuwege (2003), p. 378.
5. ↑  Elsuwege (2008), p. 59.
6. ↑  Ziemele, p. 233.
7. 1 2  Made et al., p. 1.
8. 1 2  Mälksoo, p. 193.
9. ↑  Elsuwege (2008), p. 64.
10. 1 2   Ministero degli Esteri russo: l'Occidente ha riconosciuto i Paesi baltici come parte dell'URSS, su graniru.org, 5 luglio 2005. URL consultato il 2 settembre 2020.
11. 1 2   Victor Guščin, Sulle ragioni e il contenuto della spaccatura ideologica tra la popolazione della Repubblica di Lettonia in relazione alla celebrazione del 75º anniversario della vittoria del popolo sovietico nella Grande Guerra Patriottica contro la Germania nazista, su Ministero degli affari esteri russo, 24 maggio 2020. URL consultato il 2 settembre 2020.
12. ↑  Elsuwege (2003), p. 379.
13. ↑  (EN) Aili Vahtla, Russian ministry's statement doesn't affect validity of 1920 treaty, su err.ee. URL consultato il 2 settembre 2020.
14. ↑  (EN) Agnia Grigas, The Politics of Energy and Memory between the Baltic States and Russia, Routledge, 2016,  p. 155, ISBN 978-13-17-02050-9.
15. ↑  (EN) Eva-Clarita Pettai e Vello Pettai, Transitional and Retrospective Justice in the Baltic States, Cambridge University Press, 2015,  p. 290, ISBN 978-11-07-04949-9.
«Sebbene formalmente non siano state avanzate di nuovo da un po' di tempo richieste di risarcimento, non vuol dire che chi le chiedeva vi avesse rinunciato»
16. ↑  Elsuwege (2008), p. 386.
17. ↑  Ziemele, p. 386.
18. ↑  (EN) Kevin O'Connor, The history of the Baltic States, Greenwood Publishing Group, 2003,  p. 24, ISBN 978-03-13-32355-3.
19. ↑  Mälksoo, p. 265.
20. ↑  Elsuwege (2008), pp. 387-388.
21. ↑  Marek, p. 369.
22. ↑  Marek, p. 370.
23. ↑   Laura Salvadego, Struttura e funzioni della necessità militare nel diritto internazionale, G Giappichelli Editore, 2017,  p. 28, ISBN 978-88-92-15396-7.
24. ↑   Giancarlo Giordano, Storia della politica internazionale: 1870/1992, Franco Angeli, 1994,  p. 194, ISBN 978-88-20-48488-0.
25. ↑   Marina Mancini, Statualità e non riconoscimento nel diritto internazionale, G Giappichelli Editore, 2020,  p. 87, ISBN 978-88-92-18684-2.
26. ↑   Robert Jackson, Il tribunale dell'umanità: L'atto d'accusa del processo di Norimberga, traduzione di Claudio Mapelli, Lit Edizioni,  p. 55, ISBN 978-88-69-44524-8.
27. ↑  Ziemele, pp. 17-18.
28. ↑  Ziemele, pp. 18-21.
29. ↑  Ziemele, p. 22.
30. ↑  Ziemele, pp. 31-32.
31. ↑  Ziemele, pp. 36-37.
32. 1 2 3  Marek, p. 390.
33. 1 2 3  (EN) Stefan Talmon, Recognition of Governments in International Law: With Particular Reference to Governments in Exile, Clarendon Press, 1998,  p. 103, ISBN 978-01-98-26573-3.
34. ↑   Aust, su archive.org,  p. 26. URL consultato il 15 gennaio 2022.
35. 1 2  (EN) The New Encyclopaedia Britannica, vol. 14, 15ª ed., EB, 1998,  p. 685.
36. ↑  Made et al., p. 46.
37. ↑  (EN) Ferdinand Joseph Maria Feldbrugge, Gerard Pieter Van den Berg e William Bradford Simons, Encyclopedia of Soviet Law, BRILL, 1985,  p. 461, ISBN 978-90-24-73075-9.
38. ↑  Made et al., pp. 62-64.
39. ↑  (EN) Robert Schuett, Concept of the State in International Relations, Edinburgh University Press, 2015,  p. 35, ISBN 978-14-74-40505-8.
40. ↑  Made et al., pp. 143-148.
41. 1 2  Made et al., pp. 34-35.
42. ↑  Ziemele, p. 84.
43. ↑  Made et al., p. 77.
44. ↑  Motta, p. 145.
45. 1 2  (EN) Brigitte Stern, Dissolution, Continuation, and Succession in Eastern Europe, Martinus Nijhoff Publishers, 1998,  pp. 60-61, ISBN 978-90-41-11083-1.
46. ↑  Ziemele, p. 85.
47. ↑  (EN) David James Smith, Artis Pabriks, Thomas Lane e Aldis Purs, The Baltic States: Estonia, Latvia and Lithuania, Psychology Press, 2002,  p. 142, ISBN 978-04-15-28580-3.
48. 1 2  Ziemele, p. 86.
49. ↑  Ziemele, p. 115.
50. ↑  (EN) Karen Dawisha e Bruce Parrott, Russia and the New States of Eurasia, Cambridge University Press, 1994,  p. 184, ISBN 978-05-21-45895-5.
51. ↑  (EN) Gianni Toniolo, Central Bank Cooperation at the Bank for International Settlements, 1930-1973, Cambridge University Press, 2005,  p. 349, ISBN 978-05-21-84551-9.
52. ↑  Ziemele, p. 88.
53. ↑  Eisemann, p. 272.
54. ↑  Made et al., p. 65.
55. 1 2 3 4 5 6 7 8 9 10 11 12 13 14 15 16 17 18 19 20 21 22 23 24 25 26 27 28 29 30 31 32 33 34 35 36 37 38 39 40 41 42  Mälksoo, pp. 117-133.
56. 1 2 3 4 5 6 7 8 9 10 11 12 13 14 15 16 17 18 19 20 21 22 23 24 25 26 27 28 29 30 31 32 33 34 35 36 37 38 39 40  Toomas Hiio et al., "Legal continuation of the Republic of Estonia and the policies of non-recognition", Commissione internazionale estone per i crimini contro l'umanità, 2006, Tallinn, pp. 195-198.
57. 1 2 3 4 5 6 7 8 9 10 11 12 13 14 15 16 17 18 19 20 21 22 23 24 25 26 27 28 29 30 31 32 33 34 35 36  Made et al., p. 120.
58. ↑  (EN) Stefan Talmon, Recognition of Governments in International Law: With Particular Reference to Governments in Exile, Clarendon Press, 1998,  p. 104, ISBN 978-01-98-26573-3.
59. ↑  (EN) David A. Andelman, Australia Is Expected to Protest on Baltic States, su The New York Times, 18 dicembre 1975. URL consultato il 2 settembre 2020.
60. ↑  (EN) Margaret Simons, Malcolm Fraser: The Political Memoirs, The Miegunyah Press, 2010,  p. 456, ISBN 978-05-22-86703-9.
61. ↑  (EN) William J. H. Hough, The Annexation of the Baltic States and Its Effect on the Development of Law Prohibiting Forcible Seizure of Territory, New York Law School, 1985,  p. 445.
62. 1 2 3  (EN) Robert A. Vitas, U.S. Nonrecognition of the Soviet Occupation of Lithuania, Loyola University Chicago, 1989,  p. 263.
63. ↑  (EN) "About the Mission - Taipei Mission in the Republic of Latvia", roc-taiwan, link verificato il 2 settembre 2020: "La Repubblica di Cina non ha mai riconosciuto l'incorporazione dei tre Stati baltici nell'Unione Sovietica ed è assai orgogliosa del fatto che questo sia correttamente riportato nell'esposizione al Museo dell'occupazione della Lettonia. La bandiera nazionale della Repubblica di Cina, la quale è rossa con un rettangolo blu nel cantone che a sua volta reca un sole bianco con dodici raggi triangolari, figura nella lista dei Paesi che non hanno riconosciuto l'incorporazione nell'URSS".
64. ↑  (EN) Ilya Somin, Swedish Government Apologizes to Baltic States for its Failure to Recognize Communist Crimes, su volokh.com, 16 agosto 2011. URL consultato il 2 settembre 2020 (archiviato dall'url originale il 14 gennaio 2020).
65. ↑  (EN) Jay Nordlinger, Worthwhile Swedish Apology, su nationalreview.com, 17 agosto 2011. URL consultato il 2 settembre 2020.
66. ↑  Ziemele, pp. 27-28.
67. ↑  Ziemele, p. 30.
68. ↑  Ziemele, pp. 32-33.
69. ↑  Ziemele, p. 35.
70. ↑  Ziemele, pp. 38-40.
71. ↑  (EN) IBP, Lithuania Mineral, Mining Sector Investment and Business Guide, Lulu.com, 2007,  p. 184, ISBN 978-14-33-03037-6.
72. ↑  Ziemele, p. 100.
73. ↑  Ziemele, p. 101.
74. ↑  Ziemele, p. 105.
75. ↑  Ziemele, p. 106.
76. ↑  Ziemele, p. 71.
77. ↑  Ziemele, p. 70.
78. ↑  (EN) Parlamento europeo, Mozione per una risoluzione sulla situazione in Estonia, su europarl.europa.eu. URL consultato il 26 marzo 2020.
79. ↑  (EN) Risoluzione sulla situazione in Lituania, Lettonia ed Estonia, su upload.wikimedia.org. URL consultato il 26 marzo 2020.
80. ↑  (EN) Renaud Dehousse, The International Practice of the European Communities: Current Survey (PDF), su ejil.org. URL consultato il 26 marzo 2020.
81. ↑  (EN) Jukka Rislakki, The case for Latvia: disinformation campaigns against a small nation, Rodopi, 2008,  p. 156, ISBN 978-90-420-2424-3.
82. ↑  (EN) tilburgmun.com,  pp. 6-8,  https://www.tilburgmun.com/uploads/8/2/3/8/82386276/security_council.pdf. URL consultato il 2 settembre 2020.
83. 1 2  (EN) David R. Marples, The Collapse of the Soviet Union, 1985-1991, Routledge, 2016,  p. 97, ISBN 978-13-17-86998-6.
84. ↑  (EN) Ole Nørgaard, The Baltic States After Independence, Edward Elgar Publishing, 1999,  p. 1, ISBN 978-17-82-54344-2.
85. ↑  (EN) Andrejs Plakans, A Concise History of Baltic States, Cambridge University Press, 2011,  p. 402, ISBN 978-05-21-83372-1.
86. ↑  (EN) Nazioni Unite, Yearbook of the United Nations 45.1991(1992), Martinus Nijhoff Publishers, 1992,  p. 213, ISBN 978-07-92-31970-2.
87. ↑  (EN) Europa Publications Limited, A Political Chronology of Europe, Psychology Press, 2001,  p. 143, ISBN 978-18-57-43113-1.
88. ↑  (EN) Leo Paul Dana, Handbook of Research on European Business and Entrepreneurship, Edward Elgar Publishing, 2008,  p. 366, ISBN 978-18-48-44130-9.
89. ↑  (EN) OECD, Public Governance Reviews Estonia, OECD Publishing, 2011,  p. 74, ISBN 978-92-64-10486-0.
90. ↑  Ziemele, pp. 63-65.
91. ↑  (EN) Jaan Masso et al., Baltic states: How are social indicators integrated into economic convergence? (PDF) [collegamento interrotto], su ilo.org. URL consultato il 2 settembre 2020.
92. ↑  Ziemele, pp. 68-69.
93. ↑  Ziemele, p. 72.
94. ↑  Ziemele, pp. 72-73.
95. ↑  Ziemele, p. 73.
96. ↑  Motta, p. 111.
97. ↑  (EN) Ole Nørgaard, The Baltic States After Independence, Edward Elgar Publishing, 1999,  p. 21, ISBN 978-17-82-54344-2.
98. ↑  (EN) Esther B. Fein, Upheaval in the East; Soviet Congress Condemns '39 Pact That Led to Annexation of Baltics, su New York Times, 25 dicembre 1989. URL consultato il 20 agosto 2020.
99. ↑  Ziemele, p. 81.
100. 1 2  (EN) Russia denies Baltic 'occupation', su BBC News. URL consultato il 25 luglio 2020 (archiviato dall'url originale il 20 giugno 2017).
101. ↑  (EN) Stephen J. Flanagan, Jan Osburg, Anika Binnendijk e Marta Kepe, Deterring Russian Aggression in the Baltic States Through Resilience and Resistance (PDF), su rand.org. URL consultato il 25 luglio 2020.
102. ↑  (EN) Baltics Accuse Russia of Trying to 'Falsify' History on War Anniversary, su The Moscow Times, 7 maggio 2020. URL consultato il 25 luglio 2020.
103. ↑  (EN) Wayne C. Thompson, Nordic, Central, and Southeastern Europe 2019-2020, 19ª ed., Bowman & Littlefield, 2019,  p. 129, ISBN 978-14-75-85180-9.
104. ↑  (EN) Richard Mole, The Baltic States from the Soviet Union to the European Union, Routledge, 2012,  p. 125, ISBN 978-11-36-32772-8.
105. ↑  (EN) Jukka Rislakki, The Case for Latvia: Disinformation Campaigns Against a Small Nation, Rodopi, 2008,  p. 156, ISBN 978-90-42-02424-3.
106. ↑   Alessio Pecorario, Il rovescio del giudizio della Grand Chamber svela la complessità della transizione lettone, su Associazione dei Costituzionalisti. URL consultato il 2 settembre 2020.
107. 1 2   Corte europea dei diritti dell'uomo, "itemid":["001-72794" Testo della sentenza disponibile in lingua inglese e francese], su hudoc.echr.coe.int, Strasburgo, Grande Camera, 16 marzo 2006. URL consultato il 3 settembre 2020.
108. ↑  (EN) Ex Soviet officer denies Estonia murders, su BBC News, 23 agosto 2002. URL consultato il 3 settembre 2020 (archiviato dall'url originale il 16 novembre 2018).
109. ↑   Corte europea dei diritti dell'uomo, "itemid":["001-72404" Testo della sentenza disponibile in lingua inglese e francese], su hudoc.echr.coe.int, Quarta sezione. URL consultato il 3 settembre 2020.
110. ↑  Elsuwege (2008), p. 66.
111. ↑   La delegazione russa all'APCE non si è scomposta su domande spinose, su ntv.ru, 29 maggio 2006. URL consultato il 3 settembre 2020.
112. ↑  (EN) Eesti Välispoliitika Instituut, The Estonian Foreign Policy Yearbook 2006 (PDF), Tallinn, EVI, 2006,  p. 76. URL consultato il 3 settembre 2020.